# Ruff Laura
Ruff Laura Ildikó (szül. Szakács) (Szilágysomlyó, 1976. november 15. –) erdélyi magyar informatikus, egyetemi oktató.

## Élete
Iskoláit szülővárosában végezte. A Babeș–Bolyai Tudományegyetem informatika szakán végzett 2000-ben. Ugyanott 2001-ben elvégezte a mesterszakot. 2002–2007 között tanársegéd a Babeş–Bolyai Tudományegyetem matematika és informatika karán. 2007-től adjunktus ugyanott. 2007-ben doktorált a szisztolikus algoritmusok témakörében.
A Schola Gregoriana Monostorinensis korális együttes tagja.

## Munkássága
Kutatási területe a szisztolikus algoritmusok. Kezdetben Szakács Laura néven publikált, majd Ruff Laura néven.

### Szakcikkei (válogatás)
- Laura Szakács: Different Approaches to Automatic Systolic Array Design, Analele Universităţii din Timişoara, Seria Matematica–Informatica, XL, pp. 257–280, Mirton Publisher, Timişoara, Roamnia, 2002, Special Issue on Computer Science - Proceedings of SYNASC02.
- Laura Szakács: Automatic Design of Systolic Arrays: A Short Survey, Technical report no. 02-27 in RISC Report Series, University of Linz, Austria. December 2002.
- Laura Szakács, Ioana Chiorean: Automatic Derivation of a Systolic Algorithm for Sequences Comparison, Analele Universităţii de Vest din Timişoara, Seria Matematica–Informatica, Volume XLI, pp 213–227 2003. Mirton Publisher, Timişoara, Romania, ISSN 1224-970X. special issue on Computer Science – Proceedings of SYNASC'03.
- Tudor Jebelean, Laura Szakács: Functional-Based Synthesis of Systolic Online Multipliers. In: Proceedings of SYNASC-05 (International Symposium on Symbolic and Numeric Scientific Computing), pp. 267–275. 2005. IEEE Computer Society, ISBN 0-7695-2453-2.
- Laura Ruff, Tudor Jebelean: Functional-Based Synthesis of a Systolic Array for GCD Computation, In: Implementation and Application of Functional Languages, 18th International Symposium, IFL 2006, Budapest, Hungary, September 4-6, 2006, Revised Selected Papers, Series: Lecture Notes in Computer Science, Springer Berlin/Heidelberg, Vol. 4449, pp. 37–54, 2007, ISBN 978-3-540-74129-9
- Laura Ruff: Optimization of bidirectional systolic arrays with sparse input by “folding”, Proceeding of The 10'th Symposium on Programming Languages and Software Tools, SPLST'07, Budapest, Hungary, 2007.
- Laura Ruff: Functional-Based Comparison between Two Special Classes of Uni- and Bidirectional Systolic Arrays, SYNASC, International Symposium on Symbolic and Numeric Algorithms for Scientific Computing, Timişoara, 26-29 September, IEEE computer society, ISBN 0-7695-3078-8, IEEE Xplore, INSPEC Accession Number: 9904781, Digital Object Identifier: 10.1109/SYNASC.2007.31, 2007, pp. 51–58.
- Laura Ruff, Systolic multiplication – comparing two automatic systolic array design methods, Acta Universitatis Sapientiae, Informatica, 1, 2 (2009) 235–258.
- Laura Ildikó Ruff: Optimization of Bidirectional Systolic Arrays with Sparse Input by "Folding", Annales Universitatis Scientiarum Budapestinensis de Rolando Eötvös Nominatae. Sectio Computatorica, Eötvös University, Budapest, 2009, pp. 217–233

## Külső hivatkozások
- Schola Gregoriana Monostorinensis